# Cell 16
Cell 16 est une organisation militante féministe aux États-Unis, connue pour son programme de célibat, sa promotion de la séparation des hommes et de programmes d'autodéfense (en particulier le karaté). Considérée comme trop extrême par de nombreuses féministes mainstream, l'organisation se positionne comme une sorte d'avant-garde gauche, avant-garde marxiste.

## Idéologie
Fondée en 1968 par Roxanne Dunbar, Cell 16 est citée comme la première organisation à avancer le concept de féminisme séparatiste. L'historienne Alice Echols cite Cell 16 ans comme un exemple de séparatisme féministe hétérosexuel, car le groupe n'a jamais préconisé le lesbianisme comme une stratégie politique. Echols ajoute que Cell16 a jeté les bases du travail pour aider à établir le fondement théorique pour les lesbiennes séparatistes. Dans More Fun and Games, lle périodique féministe radical de l'organisation, les membres de Cell 16 Roxanne Dunbar et Lisa Livourne conseillent aux femmes de se « séparer des hommes qui ne travaillent pas consciemment à la libération des femmes » et préconisent le recours aux périodes de célibat, plutôt que les relations lesbiennes, qu'elles considèrent comme n'étant «rien de plus qu'une solution personnelle.».

## Histoire
Durant l'été 1968, Dunbar met une annonce dans un journal clandestin de Boston, Massachusetts journal appelant à un « Front de libération des Femmes » Les membres initiale comprennent également Hillary Langhorst, de Sandy Bernard, Dana Densmore, la fille de Donna Allen, Betsy Guerrier, Ellen O'Donnell, Jayne Ouest, Marie Anne Temps, Maureen Maynes, Gail Murray, et Abby Rockefeller,. Le nom du groupe est choisi « pour souligner qu'il s'agit seulement d'une cellule d'un mouvement organique » et fait référence à l'adresse de leurs réunions au 16 Lexington Avenue.
No More Fun and Games cesse de paraître en 1973. Cell 16 est dissout en 1973.